# Efteling TV: Het mysterie van...
Efteling TV: Het mysterie van... was een kinderprogramma van RTL Telekids. Het programma bestond uit twee delen: Een televisieserie en een spelshow. Elke werkdag werd er door RTL Telekids op RTL 8 een aflevering uitgezonden. Het programma is de opvolger van Efteling TV: De Schatkamer.

## Format
Elke week staat er één mysterie op het programma. De afleveringen beginnen volgens een vast stramien met de televisieserie. Dit duurt ongeveer 7 à 8 minuten. Daarna neemt Patrick Martens het over met de spelshow.

### Spelshow
Elke week spelen twee teams van elk twee kinderen tegen elkaar een quiz waarmee er gouden munten verdiend kunnen worden die ze op zaterdag als de hele klas meespeelt kunnen inzetten voor extra seconden bij een spel naar keuze. Wie op de zaterdagshow de meeste bewijsstukken heeft en het mysterie heeft opgelost mag de betreffende klas zich speurklas van de week noemen. De gespeelde quiz gaat over de aflevering van de televisieserie die ervoor wordt uitgezonden en de zaterdagavondshow heeft betrekking op de ontknoping van het mysterie die op de vrijdag ervoor wordt uitgezonden.  

### De televisieserie
Iris van Elfen werkt in het Eftelingmuseum. Op een dag vindt Iris een spiegel waarmee ze contact kan maken met het woudwachterskantoor in de sprookjeswereld. Op het woudwachterskantoor werkt Andor Torenvalk samen met zijn zoon Milo Torenvalk om de sprookjeswereld veilig te houden. Zodra Iris in de spiegel stapt komt ook zij in de sprookjeswereld terecht waar zij de taak als "sprookjesspeurder" op zich heeft genomen. 
Elke werkdag wordt er een aflevering van ongeveer 7 à 8 minuten uitgezonden. Op vrijdag is altijd de ontknoping. Dan wordt duidelijk wie de misdaad gepleegd heeft.

### De mysteries

#### Seizoen 1
1. Het mysterie van de zieke sultan
2. Het mysterie van Klaas Vaak en het gestolen zandboek
3. Het mysterie van de verdwenen Hans en Grietje
4. Het mysterie van de falende magiër
5. Het mysterie van Klaas Vaak en het instortende zandkasteel
6. Het mysterie van de behekste ketting
7. Het mysterie van de ontvoerde bruid
8. Het mysterie van de in slaap getoverde Doornroosje
9. Het mysterie van de verdwenen scheepsmaat
10. Het mysterie van het gestolen liefdespoeder

#### Seizoen 2
1. Het mysterie van de ruiters tegen graaf Olaf
2. Het mysterie van Sneeuwwitje en de dubbele diefstal
3. Het mysterie van de vloek van vrouwe Goeds
4. Het mysterie van de Chinese Nachtegaal
5. Het mysterie van de brand in Raveleijn
6. Het mysterie van Raponsje en de ontvoering van de prins
7. Het mysterie van de kapitein en het uurwerk
8. Het mysterie van het nieuwe standbeeld van de keizer
9. Het mysterie van Joris en de terugkeer van de draak
10. Het mysterie van de geroofde rode schoentjes

### Hoofdrollen
| Rol             | Acteur/Actrice       |
| --------------- | -------------------- |
| Iris van Elfen  | Sietske van der Bijl |
| Milo Torenvalk  | Leendert de Ridder   |
| Andor Torenvalk | Edo Brunner          |